# イニシャル (My Little Loverの曲)
イニシャルは、2008年4月9日に発売されたMY LITTLE LOVERの21枚目のシングルである。レーベルはavex trax。

## 解説
- MY LITTLE LOVERの連続リリースの第二弾シングル。テーマは過去。

## 収録曲
1. イニシャル
 (作詞･akko 作曲,編曲･小林武史)
TBS系列、『恋するハニカミ!』エンディングテーマ
2. 七色の海
 (作詞･akko 作曲･松浦友也 編曲･近田潔人)
3. イニシャル(instrumental)
4. 七色の海(Instrumental)

## 収録アルバム
- アイデンティティー (#1)
- Best Collection (#1)

## テレビ出演
- 『ミュージックフェア』 CD発売前の4月5日に出演。「Hello, Again 〜昔からある場所〜」と「イニシャル」を披露した。